# محمد كريم (متزحلق جبال الألب)
محمد كريم (بالأردوية: محمد اکرم؛ بالإنجليزية: Muhammad Karim) هو متزحلق جبال الألب باكستاني، ولد في 1 مايو 1995 في غلغت في باكستان.

## وصلات خارجية
- محمد كريم على موقع الاتحاد الدولي للتزلج (التزلج على المنحدرات الثلجية) (الإنجليزية)
- محمد كريم على موقع أوليمبيديا (الإنجليزية)